# Christian Hieronymus Esmarch
Christian Hieronymus Esmarch (* 6. Dezember 1752 in Böel, Angeln; † 17. Mai 1820 in Rendsburg) war ein deutscher Beamter, der an der Literatur seiner Zeit interessiert war und Mitglied des Hainbundes in Göttingen wurde.

## Leben
Esmarch stammte aus einem weitverzweigten Pastoren- und Beamtengeschlecht aus Schleswig. Er besuchte die Schule in Flensburg, wo er im Haus des Propsten Johann Friedrich Boie, des Vaters von Heinrich Christian Boie, untergebracht war. 1770 studierte er Theologie in Kiel, dann von 1771 bis 1773 in Göttingen. Durch Boie wurde er Mitglied in dem am 12. September 1772 gegründeten Hainbund. Mit Johann Heinrich Voß, den er in diesem Kreis kennenlernte, verband ihn eine lebenslange Freundschaft.
Von 1774 bis 1781 war Esmarch Hauslehrer bei Christian Ludwig Stemann in Kopenhagen, 1781 in der Rentenkammer ebendort beschäftigt. Er stand in Verbindung mit den Brüdern Christian zu Stolberg-Stolberg und Friedrich Leopold Graf zu Stolberg und lernte in Kopenhagen Helfrich Peter Sturz (1736–1799), den Privatsekretär des Grafen Bernstorff, den Archäologen Georg Zoëga sowie den Theaterkritiker und Dichter Knud Lyne Rahbek (1760–1830) kennen.
Es spricht einiges dafür, dass Esmarch Freimaurer war – alle, mit denen er umging, waren es, und der Freimaurer Rahbek sprach im Nekrolog auf Esmarch von einer „treuen brüderlichen Freundschaft“. Ein Beleg war aber bisher nicht aufzufinden.
Ab 1783 war Esmarch Zollverwalter zu Kiel-Holtenau am Schleswig-Holsteinischen Kanal, wo er mit Gelehrten aus Kiel verkehrte. 1801 kam er als Justizrat nach Rendsburg in die Kanalaufsichts-Kommission.

## Familie
Esmarchs Vater war Heinrich	Christian Esmarch (1718–1782), seit	1744 Pastor in Böel, seine Mutter Maria	geb. Grauer (1731–	1805) eine Tochter des Pastors Hieronymus Grauer (1703–1752) in	Klixbüll.
Esmarch heiratete 1784 Margaretha Cäcilie Valentiner (1763–1789), mit der er zwei Töchter hatte. Nach ihrem frühen Tod vermählte er sich 1790 mit Friederike Niemann (1762–1840). Das Paar bekam neun Kinder, von denen sechs das Kindesalter überlebten. Ihre beiden Söhne Heinrich Carl Esmarch (1792–1863) und Johann Philipp Ernst Esmarch (1794–1875) waren zeitweilig Bürgermeister in Rendsburg. Heinrich Carl wurde im Mai 1848 zum Mitglied der Frankfurter Nationalversammlung gewählt. Johann Philipp Ernst wurde durch die Heirat seiner Tochter Helene Constanze Cäcilie (1825–1865) zum Schwiegervater Theodor Storms.